# 2020年布基納法索大選
2020年布基納法索大選於2020年11月22日（星期日）舉行，選出新一屆布基納法索總統和国民议会議員。
全國獨立選舉委員會表示有大量選民因北部和東部的暴力威脅而無法投票。超過900個投票站未有在投票日開放，近60萬名選民受影響。

## 選舉制度
總統選舉採用兩輪選舉制。
國民議會選舉採用比例代表制，111席由45個多議席選區選出，每區有2至9席，16席由一個全國性選區選出，合計127席。

## 選舉結果

各省得票最多的總統候選人，橙：卡波雷，紅：孔博伊戈，綠：迪亞布雷

總統選舉共有13人參選，包括爭取連任的争取进步人民运动候選人羅克·馬克·克里斯蒂安·卡波雷。2020年11月26日，全國獨立選舉委員會公佈初步投票結果，顯示卡波雷在首輪投票取得過半數票成功連任。
| 候選人                      | 政黨                 | 得票      | 得票率（%） |
| --------------------------- | -------------------- | --------- | ----------- |
| 羅克·馬克·克里斯蒂安·卡波雷 | 争取进步人民运动     | 1,654,982 | 57.87       |
| 埃迪·孔博伊戈               | 争取民主和进步大会   | 442,742   | 15.48       |
| 泽菲兰·迪亚布雷             | 进步和变革联盟       | 356,388   | 12.46       |
| 卡德爾·德西雷·韋德拉奧果    | 一起行動             | 95,977    | 3.36        |
| 其他9位候選人合計           | 其他9位候選人合計    | 309,695   | 10.83       |
| 總計                        | 總計                 | 2,859,784 | 100.00      |
| 無效票                      | 無效票               | 133,496   | －          |
| 登記選民人數／投票率        | 登記選民人數／投票率 | 5,893,406 | 50.79       |
| 來源：全國獨立選舉委員會    |                      |           |             |

爭取進步人民運動與盟友政黨在國民議會選舉取得大約90席，爭取民主和進步大會取得20席。
2020年12月28日，卡波雷宣誓就任第2個任期。